# Bee Gees Lamplight (EP)

## Közreműködők
- Barry Gibb – ének, gitár
- Maurice Gibb – ének,  gitár, zongora, orgona, basszusgitár
- Robin Gibb – ének
- Vince Melouney – gitár
- Colin Petersen – dob
- Alan Kendall –  gitár
- Geoff Bridgeford –  dob
- stúdiózenekar Bill Shepherd vezényletével

## A lemez dalai
- Lamplight  (Barry, Robin és Maurice Gibb) (1968), mono 4:47, ének: Robin Gibb
- How Can You Mend a Broken Heart    (Barry és Robin Gibb) (1970), stereo 3:05, ének: Barry Gibb, Robin Gibb
- To Love Somebody (Barry és Robin Gibb) (1967), stereo 2:52, ének: Barry Gibb

## Top 10 helyezés
- How Can You Mend a Broken Heart :  1.: Amerika, Kanada   2.: Chile   3.: Ausztrália  6.: Új-Zéland,  7.: Dél-afrikai Köztársaság
- To Love Somebody : 6.: Ausztrália,  9.: Kanada